# Погосян, Тамара Арутюновна
Тама́ра Арутю́новна Погося́н (арм. Թամարա Պողոսյան, 17 июля 1949, село Товуз, Шамшадинский район, Армянская ССР, СССР — 28 августа 2018) — армянский государственный и общественный деятель.

## Биография
- 1967—1972 — факультет прикладной математики Ереванского государственного университета.
- 1973—1976 — инженер, а затем старший инженер Ереванского научно-исследовательского института вычислительных машин.
- 1976—1982 — ведущий инженер Армянского научно-производственного объединения вычислительной техники.
- 1982—1990 — председатель профсоюза объединения в системе профсоюза работников радиоэлектронной промышленности.
- 1990—1999 — исполнительный директор отраслевого профсоюза конфедерации профсоюзов Армении.
- 1999—2000 — эксперт аппарата парламента Армении.
- 2000—2003 — заместитель председателя партии «Оринац Еркир».
- С 2001 — также председатель союза женщин партии «Оринац Еркир».
- 2003—2004 — министр культуры и по делам молодёжи Армении.
- С апреля 2004 — исполнительный директор фонда «Одна нация, одна культура».